# تجمع بدو بئر باشليل (بروم ميفع)
'

تعديل مصدري - تعديل

تجمع بدو بئر باشليل هي إحدى قرى عزلة بروم بمديرية بروم ميفع التابعة لمحافظة حضرموت، بلغ تعداد سكانها 107 نسمة حسب تعداد اليمن لعام 2004.